# Festa del fagiano

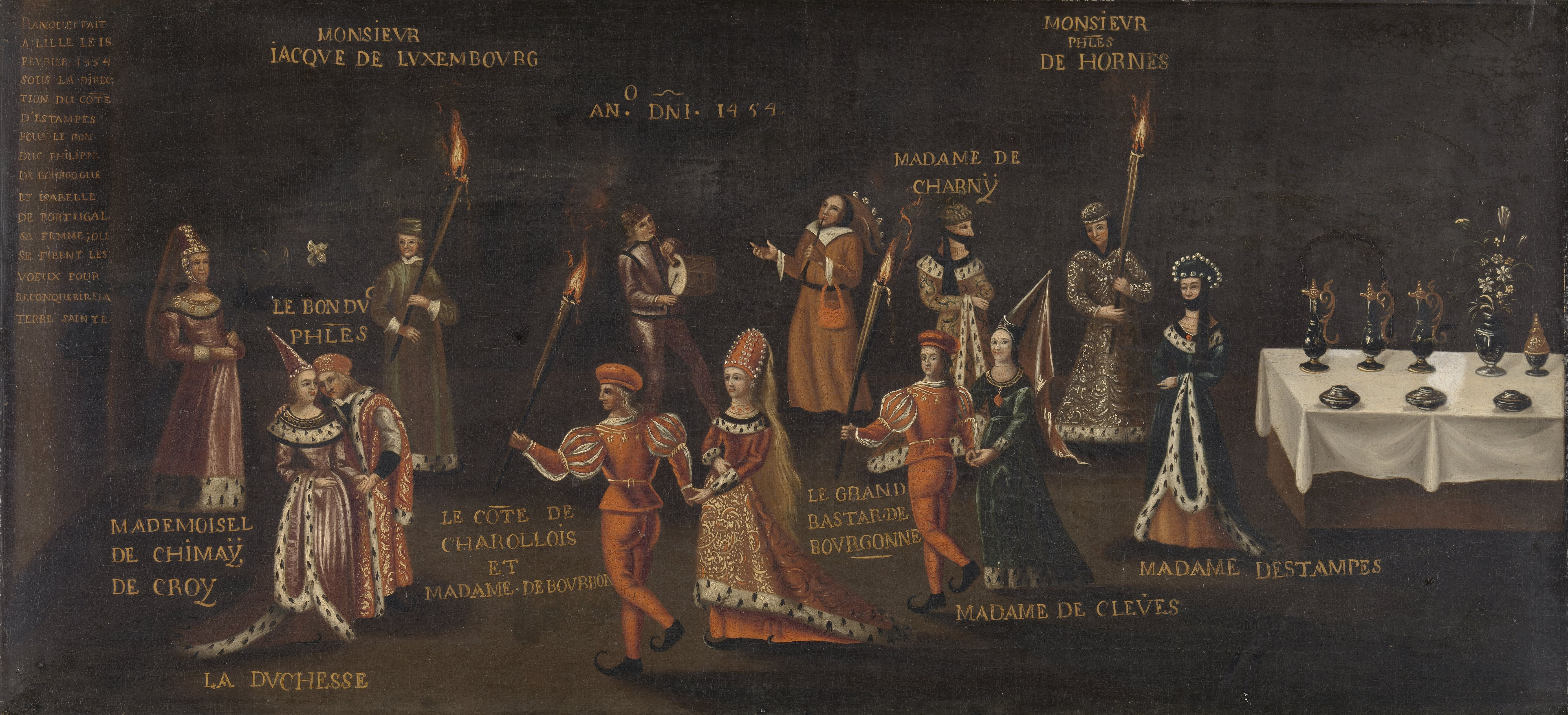
Dipinto di anonimo del XVI secolo mostrante i partecipanti alla Festa del fagiano

La festa del fagiano (in francese: Voeu du Faisan), fu un banchetto dato da Filippo III, duca di Borgogna, il 17 febbraio 1454 a Lille, ora in Francia. Il suo scopo era quello di promuovere una crociata contro la crescita dell'Impero ottomano, che aveva preso Costantinopoli l'anno prima. La crociata, però, non ebbe mai luogo.

## Banchetto
Esistono fonti contemporanee del banchetto (in particolare Memoirs di Olivier de la Marche e Chroniques di Mathieu d'Escouchy), che descrivono, in modo molto dettagliato, i ricchi spettacoli allestiti durante il pasto e vari brani musicali eseguiti, incluso forse un mottetto di  Dufay, Lamentatio sanctae matris ecclesiae Constantinopolitanae. Ad un certo punto dello spettacolo, secondo le cronache, un attore vestito da donna in abiti di satin bianchi, personificante il Patriarcato ecumenico di Costantinopoli (secondo un'ipotesi, interpretato da Olivier de la Marche stesso) entrò nella sala del banchetto cavalcando un elefante, guidato da un gigante saraceno, per recitare una "lamentazione in una voce pietosa e femminile" ("commença sa complainte et lamentacion à voix piteuse et femmenine"), chiedendo l'aiuto dei cavalieri dell'Ordine del Toson d'oro. È stato ipotizzato che questo fu il momento in cui venne eseguito il mottetto di Dufay. Altri autori hanno ipotizzato che fosse solo un momento di ispirazione e che il mottetto sia stato effettivamente scritto in seguito.
Viene anche detto quale musica è stata eseguita da Gilles Binchois e di 24 musicisti che suonano all'interno di un'enorme torta e un trucco con un cavallo che cavalca all'indietro.
Il giuramento dei partecipanti, il Vœux du faisan ("giuramento del fagiano") era nella tradizione dei "giuramenti degli uccelli" del tardo Medioevo francese come reso popolare nel romanzo del XIV secolo, del secolo Voeux du paon.

## Discografia
- Le Banquet du Voeu, 1454,  Music at the Court of Burgundy, Ensemble Gilles Binchois - Dominique Vellard, Virgin Classics 91441, Virgin Veritas 59043.